# Rodrigo de Bastidas
Rodrigo Galván de las Bastidas (Triana (Sevilla), cap a 1465 - Santiago de Cuba, 1527) fou un navegant i conqueridor espanyol.

## Sinopsi
Acompanyà a Cristòfor Colom en el seu segon viatge a les Índies. El 1500, amb autorització dels reis i associat a Juan de la Cosa, va organitzar una expedició cap al Nou Món. Va descobrir la desembocadura del riu Magdalena i va fundar el port de Darién, a Cartagena de Indias. El 1524, comptant amb l'autorització de l'emperador, es va dirigir des de Santo Domingo fins a terra ferma, on va fundar la ciutat de Santa Marta, a l'actual costa de Colòmbia, de la qual va ser governador. Després de la revolta dels colons va decidir tornar a Santo Domingo, però, durant el seu viatge de tornada, una tempesta el va arrossegar a l'illa de Cuba, on va morir.

## Biografia
Com s'ha dit el 1500, va armar dues caravel·les i acompanyat de Juan de la Cosa i Vasco Núñez de Balboa, va recórrer gran part de la costa de Terra Firme, descobrint tot el litoral de Colòmbia, on va cridar la seva atenció una bella badia, que després va batejar amb el nom de Santa Marta. Va reconèixer la desembocadura del riu de la Magdalena i el golf d'Urabá o de Darién el 1502. L'expedició havia estat fructuosa, ja que portava gran quantitat d'or i perles als seus vaixells, però necessitant carenar-los va decidir passar a l'Espanyola, a la costa de la qual va naufragar, no salvant més que una part de les seves riqueses.
El gobernador de l'illa Francisco de Bobadilla li va prendre gran part de l'or que portava i li va enviar pres a Espanya, on en arribar el 1502, no només va obtenir la llibertat, sinó que va recobrar part de les seves riqueses i el rei li va assenyalar una pensió vitalícia.
El 1521 va obtenir llicència per fundar una colònia a Terra Firme; va equipar quatre vaixells ben armats i tripulats per cinc-cents homes, amb els quals va arribar a la badia de Santa Marta. Poc després de desembarcar va fundar amb el nom de Santa Marta, una població que va emplaçar a la vora d'un riu al qual va anomenar Manzanares, i hi va instal·lar 50 pagesos que portava amb si, alguns d'ells acompanyats de les seves dones é fills, els que havien de constituir el nucli de la futura colònia.
Va encaminar tots els seus esforços a guanyar-se l'amistat dels indígenes, que va tractar amb consideració i afalagar amb regals; va prohibir als seus, no només que els tinguessin com a esclaus, sinó el que els fessin treballar contra la seva voluntat. Aquestes mesures, si bé li van guanyar l'amistat dels gairas, tagangas i doosinos, que habitaven en aquells voltants, van produir descontentament entre la seva gent, acostumats a tractar sense cap consideració els indígenes. La negativa de Bastidas a repartir el botí recollit en la lluita amb la tribu dels bondas, juntament amb la necessitat que tots tenien de treballar personalment i una epidèmia de disenteria que es va desenvolupar entre els espanyols, van aixecar una protesta general contra el governador, distingint-se entre els més protestants Juan de Villafuerte, qui va ordir una conspiració per donar-li mort i apoderar-se del comandament.
Aprofitant a aquest efecte una malaltia que tenia postrat al llit, al gobernador, va penetrar a l'estança seguida dels seus còmplices i li va enfonsar el punyal al pit tres vegades, impedint que li rematessin us conjurats la presència del seu mestre de camp Alvarez Palomino. Per restablir-se de les seves ferides es va embarcar per a Santo Domingo, deixant a Palomino encarregat del comandament de la nova colònia. Sigui empès pels vents, sigui per haver subornat Palomino al pilot que manava el vaixell del governador per allunyar-lo de Santa Marta per sempre, en comptes d'abordar a Santo Domingo ho va fer a Cuba, el governador del qual Gonzalo de Guzman, li va dispensar afectuosa acollida, donant noblement a l'oblit antics greuges; el va portar a casa seva i el va cuidar amb cura, però a conseqüència del clima i dels disgustos soferts es van inflamar les ferides i va morir als dotze dies d'haver sortit de Santa Marta.